# برتیل تالبرگ
برتیل تالبرگ (انگلیسی: Bertil Tallberg; ۱۷ سپتامبر ۱۸۸۳ – ۲۰ آوریل ۱۹۶۳) قایقران قایق بادبانی، و اهالی کسب‌وکار اهل فنلاند بود.